# Oakland (Oregon)
Oakland és una població dels Estats Units a l'estat d'Oregon. Segons el cens del 2000 tenia 954 habitants.

## Demografia
Segons el cens del 2000, Oakland tenia 954 habitants, 377 habitatges, i 257 famílies. La densitat de població era de 518,8 habitants per km².
Dels 377 habitatges en un 34% hi vivien nens de menys de 18 anys, en un 55,7% hi vivien parelles casades, en un 9,5% dones solteres, i en un 31,8% no eren unitats familiars. En el 23,3% dels habitatges hi vivien persones soles el 9% de les quals corresponia a persones de 65 anys o més que vivien soles. El nombre mitjà de persones vivint en cada habitatge era de 2,53 i el nombre mitjà de persones que vivien en cada família era de 3,06.
Per edats la població es repartia de la següent manera: un 26,5% tenia menys de 18 anys, un 8% entre 18 i 24, un 24,4% entre 25 i 44, un 26% de 45 a 60 i un 15,1% 65 anys o més.
L'edat mediana era de 40 anys. Per cada 100 dones de 18 o més anys hi havia 98 homes.
La renda mediana per habitatge era de 29.479$ i la renda mediana per família de 35.795$. Els homes tenien una renda mediana de 27.917$ mentre que les dones 19.554$. La renda per capita de la població era de 14.867$. Aproximadament el 10,1% de les famílies i el 15% de la població estaven per davall del llindar de pobresa.

## Poblacions més properes
El següent diagrama mostra les poblacions més properes.